# Ambient house
Ambient house este un subgen de muzică electronică ce a apărut la sfârșitul anilor 1980, combinând elemente de acid house și ambient. Piesele acestui subgen conțin tipic modele de beat-uri four-on-the-floor, sintetizator (uneori cunoscute ca pad-uri de synth), și sample-uri vocale integrate într-un stil clasificat drept atmosferic ("stil atmosferic").

## Artiști notabili de ambient house
- 808 State
- Aphex Twin
- Biosphere
- Boards of Canada
- Global Communication
- Juno Reactor
- Tetsu Inoue
- The KLF
- The Orb
- System 7
- Yellow Magic Orchestra

## Albume cheie
- The Orb - A Huge Ever Growing Pulsating Brain That Rules from the Centre of the Ultraworld (1989/1990)
- Jimmy Cauty - Space (1990)
- The KLF - Chill Out (1990)
- Biosphere - Microgravity (1991)
- The Orb - The Orb's Adventures Beyond the Ultraworld (1991)
- Aphex Twin - Selected Ambient Works 85-92 (1992)
- The Orb - U.F.Orb (1992)
- The Irresistible Force - Flying High (1992)
- Pete Namlook - Air (1993)
- Tetsu Inoue - Ambiant Otaku (1994)
- Boards of Canada - Music Has the Right to Children (1998)